# Yennenga (Koubri)
Pour l’article homonyme, voir Yennenga pour la princesse Mossi.
Yennenga est une ville nouvelle, en cours de construction, à une quinzaine de kilomètres au sud-est de Ouagadougou au Burkina Faso. 

## Géographie

### Situation
L'emprise de ville de Yennenga est à cheval sur les départements de Koubri et de Saaba, elle est équidistante des deux villages éponymes. Elle est située à environ 3 kilomètres de la Route nationale 5.

### Toponymie
La cité est baptisée ainsi en hommage à Yennenga, princesse guerrière fondatrice du royaume mossi.

## Histoire
Le projet de construction de Yennenga est issu d’un partenariat public-privé. Le lancement des travaux est officialisé le 12 juin 2018 lors de la signature de la convention entre les partenaires.